# Benjamin Silliman
Benjamin Silliman (Trumbull, Connecticut, 8 d'agost de 1779 - New Haven, 24 de novembre de 1864), va ser un dels primers professors nord-americans de ciència. i un dels primers membres de l'Acadèmia Nacional de Ciències dels Estats Units. Va realitzar avanços en el camp de l'anàlisi química de minerals. Va estudiar també els corrents voltaics i els meteorits.

## Biografia
Era fill del general Gold Selleck Silliman i Mary Fish, vídua de John Noyes.
Es va educar en la Universitat Yale, on va rebre el títol de Artium Baccalaureus en 1796 i el Artium Magister en 1799. Va estudiar dret amb Simeon Baldwin des de 1798 a 1799 i va ser tutor en Yale des de 1799 fins a 1802. El president Timothy Dwight IV de Yale li va proposar que ensenyés química i història natural i que contractés a nous professors de l'àrea.
Silliman va estudiar química amb el professor James Woodhouse a Filadèlfia, Pennsylvania i va impartir les primeres classes de química a Yale en 1804. En 1805 va viatjar a Edimburg per a estudiar més profundament aquestes matèries.
AL tornar es va interessar a New Haven, Connecticut per la seva genealogia i va analitzar químicament un meteorit caigut prop de Weston, Connecticut, la publicació del qual constituïx el primer testimoniatge científic mai publicat sobre un meteorit caigut als Estats Units.
Va fer classes en New Haven en 1808 i va descobrir els elements constituents de molts minerals. Com a professor emèrit, va fer classes en Yale sobre genealogia fins a 1855. En 1854 es va convertir en el primer a fraccionar petroli per destil·lació.
Silliman es va oposar a l'esclavitud i va donar suport a Abraham Lincoln. Va ser membre de la American association for the advancement of science (Societat nord-americà para l'avanç de la ciència).
Va fundar i va editar el American Journal of Science (a partir del 1818), i va ser un dels primers membres de l'Acadèmia Nacional de Ciències dels Estats Units, nomenat pel Congrés dels Estats Units.

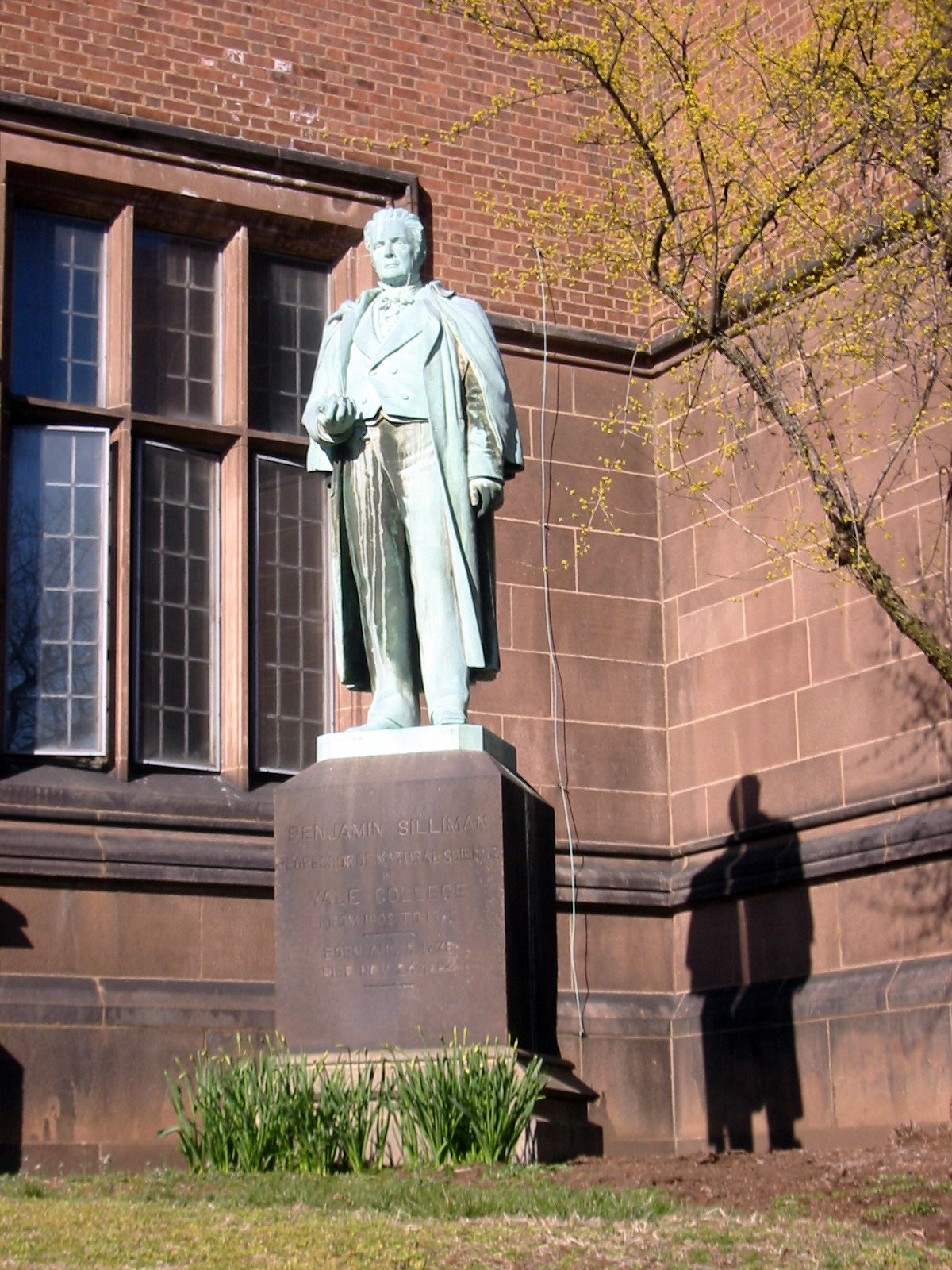
Estàtua de Silliman davant del laboratori Sterling de química de Yale.

Es va casar per primera el 17 de setembre de 1809 amb Harriet Trumbull, filla del governador de Connecticut Jonathan Trumbull, Jr.'. Silliman i la seva esposa van tenir quatre fills. El seu fill Benjamin Silliman Jr., també professor de química en Yale, va escriure un informe que va convèncer els inversors per a protegir a George Bissell en la seva recerca del petroli.
Es va casar per segona vegada en 1851 amb Sarah Isabella Webb, filla de John McClellan. Va morir en New Haven, el 24 de novembre de 1864, a l'edat de 85 anys.
El Silliman College, una de les residències de Yale, pren el seu nom de Benjamin Silliman, així com ho prenen una muntanya de 3 410 metres d'altura en el Sequoia National Park i el mineral Silimanita.